# Kreditzusage
Kreditzusage (englisch credit commitment) ist im Bankwesen eine rechtsverbindliche Zusage durch das kreditgebende Kreditinstitut, Kredite unter bestimmten, vorab festgelegten Kreditbedingungen dem Kreditnehmer zur Verfügung zu stellen.

## Allgemeines
Einer Kreditzusage ist die positive Kreditentscheidung eines Kreditinstituts vorausgegangen, dem Bankkunden einen Bankkredit unter bestimmten Bedingungen zu gewähren. Da die Kreditzusage ein Konsensualvertrag ist, kommt sie durch übereinstimmende Willenserklärungen von Kreditgeber und Kreditnehmer zustande. Im an den Bankkunden gerichteten Angebot ist die Willenserklärung der Bank, in der Annahme des Angebots die übereinstimmende Willenserklärung durch den Bankkunden zu sehen. Durch Angebot und Annahme ist der Kreditvertrag zustande gekommen. Vertragsrechtlich handelt es sich bei der Kreditzusage um einen Darlehensvertrag mit aufgeschobenem Auszahlungsanspruch; die Auszahlung erfolgt erst auf Abruf des Kreditnehmers.

## Arten
Es gibt zivilrechtlich unwiderrufliche und widerrufliche Kreditzusagen. Als unwiderruflich sind alle Kreditzusagen anzusehen, die nicht vorbehaltlos und fristlos durch die Bank gekündigt oder widerrufen werden können. Widerruflich sind entsprechend die jederzeit vorbehaltlos und fristlos kündbaren Kreditzusagen.
- Eine unwiderrufliche Kreditzusage (englisch irrevocable credit commitment) liegt vor, wenn das Kreditinstitut gegenüber dem Kreditnehmer ausdrücklich auf sein Widerrufsrecht nach § 109 Abs. 1 BGB oder Ziff. 19 Nr. 3 AGB verzichtet hat.[2] Als unwiderruflich sind auch jene Kreditzusagen anzusehen, bei denen der Kreditnehmer noch bestimmte Auszahlungsvoraussetzungen erfüllen muss, deren Erfüllung ausschließlich in seinem Einflussbereich liegt.[3] Hierzu gehören etwa die Bestellung von Kreditsicherheiten wie die Eintragung eines Grundpfandrechts oder die Beibringung einer Rangbescheinigung, wenn der Kreditnehmer gleichzeitig Sicherheitengeber ist. Der Kreditgeber kann sich dem Kreditrisiko nicht mehr durch eigene Entscheidung entziehen.[4] Auch alle ausdrücklichen Zusagen, die der Kreditnehmer noch nicht verbindlich angenommen hat, gelten als unwiderruflich, weil es nicht in der Macht der Bank liegt, die Annahme zu verhindern.
- Um widerrufliche Kreditzusagen (englisch revocable credit commitments) handelt es sich, wenn der Bank ein einseitiges Widerrufsrecht zusteht oder sie jederzeit vorbehaltlos und fristlos kündigen kann. Ein einseitiger Widerruf ist nur so lange möglich, wie der Kredit noch nicht ausgezahlt (valutiert) ist, nach dessen Auszahlung ist nur noch die Kündigung möglich. Zu den widerruflichen Kreditzusagen gehören Zusagen mit einem Gremienvorbehalt, wonach eine rechtsverbindliche Kreditzusage erst nach der Genehmigung durch bankinterne Organe (Vorstand, Aufsichtsrat) wirksam werden kann. Da es sich hierbei um eine aufschiebende Bedingung handelt, kommt die Zusage nicht zustande, wenn die Genehmigung versagt wird. Forward-Darlehen, bei dem der potenzielle Kreditnehmer die Möglichkeit hat, gegen Zahlung einer Entschädigung das Darlehen nicht in Anspruch zu nehmen, sind ebenfalls als widerrufliche Kreditzusagen zu behandeln. Die Formulierung „bis auf weiteres“ räumt der Bank eine vorbehaltlose und fristlose Kündigungsmöglichkeit ein und gilt deshalb als widerrufliche Kreditzusage. Rein bankinterne Kreditlinien erfüllen nicht einmal das Kriterium einer Kreditzusage.

## Bankenaufsichtsrecht

### Allgemeines
Eine Kreditzusage wird bankaufsichtsrechtlich mit dem Kreditvertrag gleichgesetzt. Während sich zivilrechtlich allgemein der Begriff Kreditvertrag durchgesetzt hat, spricht das Bankenaufsichtsrecht heute von der Kreditzusage, wenn es um die Anrechenbarkeit nicht in Anspruch genommener Kreditverträge beim haftenden Eigenkapital der zusagenden Bank geht. Die Bankenaufsicht verengt den Kreditvertrag mithin für ihre Zwecke auf Kredite, die ganz oder teilweise noch nicht zur Auszahlung gekommen sind. Im bis Dezember 2006 geltenden Grundsatz II handelte es sich den Auslegungsentscheidungen der Bundesanstalt für Finanzdienstleistungsaufsicht (BaFin) zufolge bei unwiderruflichen Kreditzusagen um „förmlich abgegebene und rechtsgeschäftlich verbindliche Zusagen, soweit die Voraussetzungen für die Inanspruchnahme der zugesagten Kreditmittel erfüllt sind und die Kreditmittel unverzüglich abgerufen werden können“ (§ 3 Nr. 4 GS II). Kreditzusagen, bei denen die Auszahlungsvoraussetzungen zwar gegenwärtig nicht vorliegen, bei denen sie jedoch innerhalb der nächsten zwölf Monate geschaffen werden, blieben früher von einer Anrechnung für die Eigenkapitalunterlegung ebenso unberücksichtigt wie Kreditzusagen, bei denen die Auszahlung des Kreditbetrages an Bedingungen geknüpft war, die zum Meldestichtag nicht erfüllt waren. Zwischen Januar 2007 und Dezember 2014 galt eine Regelung in § 50 Abs. 1 SolvV a. F., die erstmals eine teilweise Eigenmittelunterlegung vorsah.
Die seit Januar 2014 in allen EU-Mitgliedstaaten geltende Kapitaladäquanzverordnung (englische Abkürzung CRR) beinhaltet eine modifizierte Regelung. Danach gelten Kreditlinien, die ein Institut jederzeit unangekündigt und bedingungslos kündigen kann, oder die bei einer Verschlechterung der Bonität des Kreditnehmers automatisch eine Kündigung nach sich ziehen, als widerruflich und werden mit 0 % angerechnet (Art. 166 Nr. 8a CRR). Nicht in Anspruch genommene Zusagen werden als unbedingt kündbar betrachtet, wenn die Vertragsbedingungen es dem Institut erlauben, die nach dem Verbraucherschutzrecht und den damit verbundenen Rechtsvorschriften bestehenden Kündigungsmöglichkeiten voll auszuschöpfen (Art. 154 Nr. 4b CRR). Kreditzusagen – ausgenommen Liquiditätsfazilitäten für Verbriefungen – mit einer Anfangslaufzeit von bis zu einem Jahr werden mit einem Kreditumrechnungsfaktor von 20 % und Kreditzusagen mit einer Anfangslaufzeit von mehr als einem Jahr mit 50 % der Kreditlinie durch Eigenmittel unterlegt. Kreditzusagen, die jederzeit vorbehaltlos und ohne vorherige Ankündigung durch die Bank kündbar sind oder die im Falle einer wesentlichen Verschlechterung der Vermögensverhältnisse des Kreditnehmers effektiv automatisch erlöschen, erhalten einen laufzeitunabhängigen Kreditumrechnungsfaktor von 0 %. Die Unterlegung mit Eigenmitteln ist der Grund für die bankübliche Berechnung von Bereitstellungszinsen auf den nicht in Anspruch genommenen Kreditteil.

### Umrechnungsfaktoren
Nicht in Anspruch genommene Kreditzusagen brauchen nach Art. 166 Abs. 8a CRR nicht mit Eigenmitteln unterlegt zu werden („Umrechnungsfaktor 0 %“; englisch Credit Conversion Factor; CCF), wenn ein Institut jederzeit unangekündigt und bedingungslos kündigen kann oder eine Verschlechterung der Bonität des Kreditnehmers automatisch eine Kreditkündigung nach sich zieht. Hierbei ist die Kapitaladäquanzverordnung unpräzise, denn bankrechtlich ist eine wesentliche Verschlechterung (englisch material adverse change) – und nicht bloß eine Verschlechterung – erforderlich. Kreditzusagen müssen in ihren Kreditbedingungen ein jederzeit uneingeschränkt und fristlos durchsetzbares Widerrufsrecht oder einen Covenant enthalten, bei dem eine Bonitätsverschlechterung des Kreditnehmers automatisch zur Kündigung führt.
Der Umrechnungsfaktor ist nach Art. 4 Abs. 1 Nr. 56 CRR das „Verhältnis zwischen dem gegenwärtig nicht in Anspruch genommenen Betrag einer Zusage, der in Anspruch genommen werden könnte und daher bei Ausfall ausstünde, und dem gegenwärtig nicht in Anspruch genommenen Betrag dieser Zusage“. Diese Legaldefinition ist unglücklich formuliert, weil sie zweimal die Formulierung „gegenwärtig nicht in Anspruch genommenen Betrag“ enthält. Vielmehr lautet die Formel für den Umrechnungsfaktor {\displaystyle CCF}:
{\displaystyle {CCF}={\frac {K_{L}}{K_{A}}}}.
Dabei sind

{\displaystyle K_{G}} gesamte Kreditlinie

{\displaystyle K_{L}} nicht in Anspruch genommene Kreditlinie und

{\displaystyle K_{A}} in Anspruch genommene Kreditlinie
Behandlung nicht in Anspruch genommener Kreditzusagen
| Ursprungslaufzeit            | Kreditumrechnungsfaktor (CCF) mit Kündigungsrecht | Kreditumrechnungsfaktor (CCF) ohne Kündigungsrecht |
| ---------------------------- | ------------------------------------------------- | -------------------------------------------------- |
| {\displaystyle \leq } 1 Jahr | 0 %                                               | 20 %                                               |
| {\displaystyle >} 1 Jahr     | 0 %                                               | 50 %                                               |

Die Höhe des CCF ist demnach sowohl von der Kreditlaufzeit als auch vom Kündigungsrecht abhängig. Teilweise in Anspruch genommene Kreditzusagen mit über einem Jahr Laufzeit ({\displaystyle K_{A}}), bei denen ein Kündigungsrecht fehlt, werden zur Ermittlung der Ausfallkredithöhe ({\displaystyle EaD}) wie folgt berücksichtigt:
{\displaystyle EaD=K_{A}\cdot 100\,\%+K_{L}\cdot 50\,\%}.
Der in Anspruch genommene Teil der Kreditlinie wird demnach zu 100 %, der nicht in Anspruch genommene Teil zu 50 % beim EaD berücksichtigt. Bestehen Kündigungsrechte, liegt der CCF laufzeitunabhängig bei 0 %. Während der Umrechnungsfaktor für Bilanzaktiva stets 100 % beträgt, kann er bei außerbilanziellen Geschäften zwischen 0 % und 100 % liegen.

### Millionen- und Großkredite
Für die Zwecke von Millionenkrediten rechnet § 19 Abs. 1 Satz 3 Nr. 13 KWG die noch nicht in Anspruch genommenen Kreditzusagen zu den meldepflichtigen Krediten. Nicht in Anspruch genommene Kreditzusagen sind nur zu 50 % des Kreditbetrages auf Großkredite anrechenbar (§ 1 Nr. 6b GroMiKV).

## Kreditzusagen in der Bankpraxis
Der typische Fall einer Kreditzusage ist die nicht in Anspruch genommene Kreditlinie, etwa bei natürlichen Personen ein Dispositionskredit. Hier stellt die Bank dem Kunden einen Kredit zur Verfügung, den der Kunde nach freier Entscheidung sofort oder später abrufen kann. Bei einer Immobilienfinanzierung erhält der Darlehensnehmer vom Kreditinstitut nach dessen positiver Prüfung der Kreditwürdigkeit und der Beleihbarkeit des Pfandobjekts anhand der Kreditunterlagen eine schriftliche Kreditzusage (Bewilligungs-, Kreditbescheid) mit dem Kreditvertrag, dem Schuldanerkenntnis und den Allgemeinen Geschäftsbedingungen. Der Kreditvertrag enthält eine detaillierte Beschreibung der Darlehensbedingungen. Da die Bank hier ein Zinsänderungsrisiko trägt, erklärt sie üblicherweise, dass sie sich nur für einen bestimmten Zeitraum (üblich sind 14 Tage) an ihr Angebot gebunden fühlt. Nimmt der Kunde innerhalb dieser Frist das Angebot nicht an, so erlischt die Kreditzusage. Dieses Schreiben ist eine unwiderrufliche Kreditzusage, weil der Bankkunde innerhalb der Angebotsfrist annehmen kann. Im Firmenkundenbereich ist es üblich, dass die Unternehmen mit der Bank eine Höchstsumme der in Anspruch zu nehmenden Kredite vereinbaren. Diese Kreditzusage kann in unterschiedlichen Kreditformen in Anspruch genommen werden (z. B. als Kontokorrentkredit, Stand-by-Kredit oder Akkreditiv).
Während der Subprime-Krise ab Mai 2007 mussten viele amerikanische Zweckgesellschaften die ihnen zur Verfügung stehenden Stand-by-Kredite in Anspruch nehmen, um in Umlauf befindliche Verbriefungspapiere wie Collateralized Debt Obligations oder Collateralized Bond Obligations weiterhin bedienen zu können oder auch dritten Gläubigern gegenüber zahlungsfähig zu bleiben. Das trieb einige der als Originator fungierenden Banken an den Rand der Insolvenz. Derartige Kreditzusagen mit Gewährleistungsrang (IAS 37.23) mussten jedoch nur dann als Rückstellungen in der Bankbilanz ausgewiesen werden, wenn eine überwiegende Wahrscheinlichkeit (>50 %) der Inanspruchnahme zu erwarten war. Da jedoch bis zum Beginn der Subprime-Krise die Stand-by-Linien des Originators von der Zweckgesellschaft meist gar nicht in Anspruch genommen wurden, waren keine Rückstellungen zu bilden; die Linien standen lediglich im Anhang oder Lagebericht. Das ist auch heute noch geltendes Recht.

## Bilanzierung
Der Bilanzausweis in der Bankbilanz erfasst alle noch nicht in Anspruch genommenen unwiderruflichen Kreditzusagen unabhängig von ihrer Laufzeit, also auch solche mit einer Ursprungslaufzeit von einem Jahr und weniger. Unwiderrufliche Kreditzusagen beinhalten ein potenzielles Adressenausfallrisiko. Es handelt sich bilanzrechtlich um alle Zusagen, die Kreditinstitute dazu verpflichten, Kredite auszuzahlen, Avalkredite bereitzustellen oder Wertpapiere zu erwerben wie Platzierungs- und Übernahmeverpflichtungen. Sie sind nach §§ 251, § 267 Abs. 4 HGB „unter dem Bilanzstrich“ auf der Passivseite der Bilanz zu vermerken. Die Bilanzposition U2c „unwiderrufliche Kreditzusagen“ erfasst alle unwiderruflichen Verpflichtungen, die den Beginn eines Kreditrisikos darstellen. Nach § 27 Abs. 2 Satz 1 Kreditinstituts-Rechnungslegungsverordnung (RechKredV) sind alle unwiderruflichen Verpflichtungen, die Anlass zu einem Kreditrisiko geben können, zu vermerken. In § 36 Satz 2 Nr. 2 RechKredV ist die in den Anhang zu übernehmende Aufstellung über unwiderrufliche Verpflichtungen geregelt. Unwiderrufliche Kreditzusagen (Liquiditätszusagen) sind nach IAS 39.2h vom Anwendungsbereich des IAS 39 ausgeschlossen, müssen jedoch gemäß IAS 37 auf die Bildung einer Rückstellung oder Eventualverbindlichkeit überprüft werden. Da die unwiderruflichen Kreditzusagen zu den Eventualverbindlichkeiten gehören, werden sie im Geschäftsvolumen der Kreditinstitute berücksichtigt.

## Selbständiges Recht
Die Erfüllung der Auszahlungsvoraussetzungen durch den Kreditnehmer einer unwiderruflichen Kreditzusage löst einen Auszahlungsanspruch des Kreditnehmers aus, so dass die Bank zur Auszahlung verpflichtet ist. Korrespondierend zur Auszahlungsverpflichtung des Kreditgebers entsteht beim Kreditnehmer ein Anspruch auf Auszahlung, der selbstständig abtretbar, verpfändbar oder pfändbar ist (§§ 398 ff. BGB) ist. Dieser temporäre Anspruch wird etwa bei Zwischenfinanzierungen genutzt, bei denen sich die zwischenfinanzierenden Banken den Auszahlungsanspruch gegen den Endfinanzierer abtreten lassen. Die Pfändung erfasst den Auszahlungsanspruch als solchen und nicht nur den Anspruch auf zeitweilige Nutzung des Kapitals. Der Auszahlungsanspruch des Kreditnehmers besteht solange, wie dieser den zugesagten Kredit ganz oder teilweise nicht in Anspruch nimmt.